# Kapitulation
Kapitulation (historiskt: dagtinga) är att en part i en konflikt erkänner sig besegrad och upphör med allt motstånd. Termen används främst i militära sammanhang. 
Att ge upp villkorslöst kallas också att ge sig på diskretion, även om det begreppet numera används sällan. Vit flagga används när en trupp begär att få förhandla om kapitulation. Hur detta skall skötas finns reglerat i till exempel Haagkonventionen av 1899 och 1907. Militär personal av olika nationalitet har olika sätt att handskas med kapitulation. I flera länder och kulturer anses det vanhedrande att ge upp. Ackord var en äldre benämning på ett godvilligt uppgivande och överlämnande av en fästning.
Kapitulation kan ske enskilt, då ensamma soldater tas till fånga, eller som grupp där exempelvis ett helt regemente kapitulerar.
Ett exempel på kapitulation är när Japan kapitulerade för USA efter atombomberna över Hiroshima och Nagasaki.